# Petar Gojniković
Petar Gojniković, en serbe cyrillique Петар Гојниковић, (892-917), fils de Gojnik Vlastimirović, souverain serbe de la dynastie des Vlastimirović 892 à 917.

## La Prise en main du Pouvoir
Petar s’était enfui en Croatie après que son père Gojnik Vlastimirović a été chassé de Serbie par son oncle Mutimir, à la suite de l’échec de son coup d’État. Mutimir a par la suite installé sur le trône son fils Pribislav Mutimirović. Mais pas pour longtemps, car en moins d’une année, Petar chassa de Serbie à son tour Pribislav et son frère Brana Mutimirović, qui eux aussi, trouvèrent refuge en Croatie, en 892.

## La guerre d’usurpation
La prise du trône de Serbie par Petar n’avait rien de légitime. Elle entraîna dans un premier temps une suite de révoltes de plusieurs princes de Serbie, qui étaient départagés entre les Mutimirović et lui-même.
En 895, Brana Mutimirović quitte la Croatie à la tête d’une armée de Serbes, pour récupérer le trône de son père. La guerre ne donnera pas raison à Brana, car il est défait et même capturé par son cousin Petar. Petar le force ainsi à reconnaître son autorité sur lui et la Serbie.

## Troisième Guerre Bulgare
Deux ans plus tard en 897, c’est au tour de Klonimir de Bulgarie de s’attaquer à la Serbie de l’usurpateur Petar ; les premières batailles sont victorieuses pour le souverain bulgare, mais aucune ne fait réellement la différence, et la guerre se poursuit. Finalement, au cours d’une bataille, Klonimir trouvera la mort, et l’armée bulgare se replie alors en Bulgarie. La victoire revient encore une fois au souverain serbe.

## Le Sacrifice de Petar
Par la suite, Petar a gouverné la Serbie pendant 20 ans, et la paix du pays prospéra. Il a eu de bonnes relations avec Byzance, et aussi avec la Bulgarie, qui s’était résolue pour l’instant à l’indépendance de la Serbie. Le tsar Siméon Ier de Bulgarie était déjà en conflit avec l’Empire Byzantin, et une guerre avec la Serbie n’aurait momentanément pas servi ses desseins de domination sur les Balkans. 
Petar savait que pour l’instant il était en sursis, et il prit alors contact avec les Romains d’orient, pour former une alliance contre les Bulgares. Il rencontra le stratège Byzantin de Dyrrachium. Cette rencontre ne serait jamais venue à l’oreille de Siméon si le prince serbe Mihajlo Višević ne lui en aurait pas parlée.
Après une bataille en Thrace, où les Bulgares ont vaincu les armées romaines  de Constantin VII Porphyrogénète, la Bulgarie de Siméon devint l’état le plus puissant de la région. Siméon avait les mains libres, et décida alors de punir Petar de son alliance avec les Byzantins, même si celui-ci n’avait pas pris part au combat. Siméon mit à la tête de l’armée qui avait vaincu Constantinople, Pavle Branović, neveu de Petar, et fils de son frère Brana que Petar avait vaincu au début de son règne.
Avant que la guerre ne commence, les Bulgares demandèrent que Petar se rende à eux pour « négocier », et à la surprise générale, Petar accepta. Il fut conduit en Bulgarie et exécuté. Pavle Branović devint souverain des Serbes. Pourquoi Petar ne s’était-il pas enfui en Croatie, comme il l’avait fait 30 ans plus tôt, au lieu d’aller à ce « rendez-vous »? Avait-il reçu des garanties ? Son geste était peut-être tout simplement guidé par un acte de courage et de sacrifice, pour éviter la souffrance et la guerre, et pour son peuple, qu’il aurait de toute façon perdu.